# Getaway Car
«Getaway Car» (с англ. — «Автомобиль для побега») — песня, записанная американской певицей и автором песен Тейлор Свифт для её шестого студийного альбома Reputation (2017). 7 сентября 2018 года она стала синглом в Австралии и Новой Зеландии в поддержку австралийских концертов Свифт Reputation Stadium Tour (2018). Написанная и спродюсированная Свифт и Джеком Антоноффом, это синти-поп-песня с пульсирующими синтезаторами, запрограммированными барабанами и искаженным вокалом. Лирически песня описывает попытки Свифт сбежать от отношений и быть с кем-то ещё, только чтобы понять, что её новые отношения также закончатся.
Современные критики высоко оценили продюсирование песни и замысловатые тексты, наполненные образами и отсылками к основным продуктам популярной культуры, включая преступную пару Бонни и Клайд. Некоторые критики определили трек как изюминку Reputation. В коммерческом плане «Getaway Car» не стал популярным в национальных чартах Австралии и Новой Зеландии, но получил платиновый сертификат Австралийской ассоциации звукозаписывающей индустрии.

## История

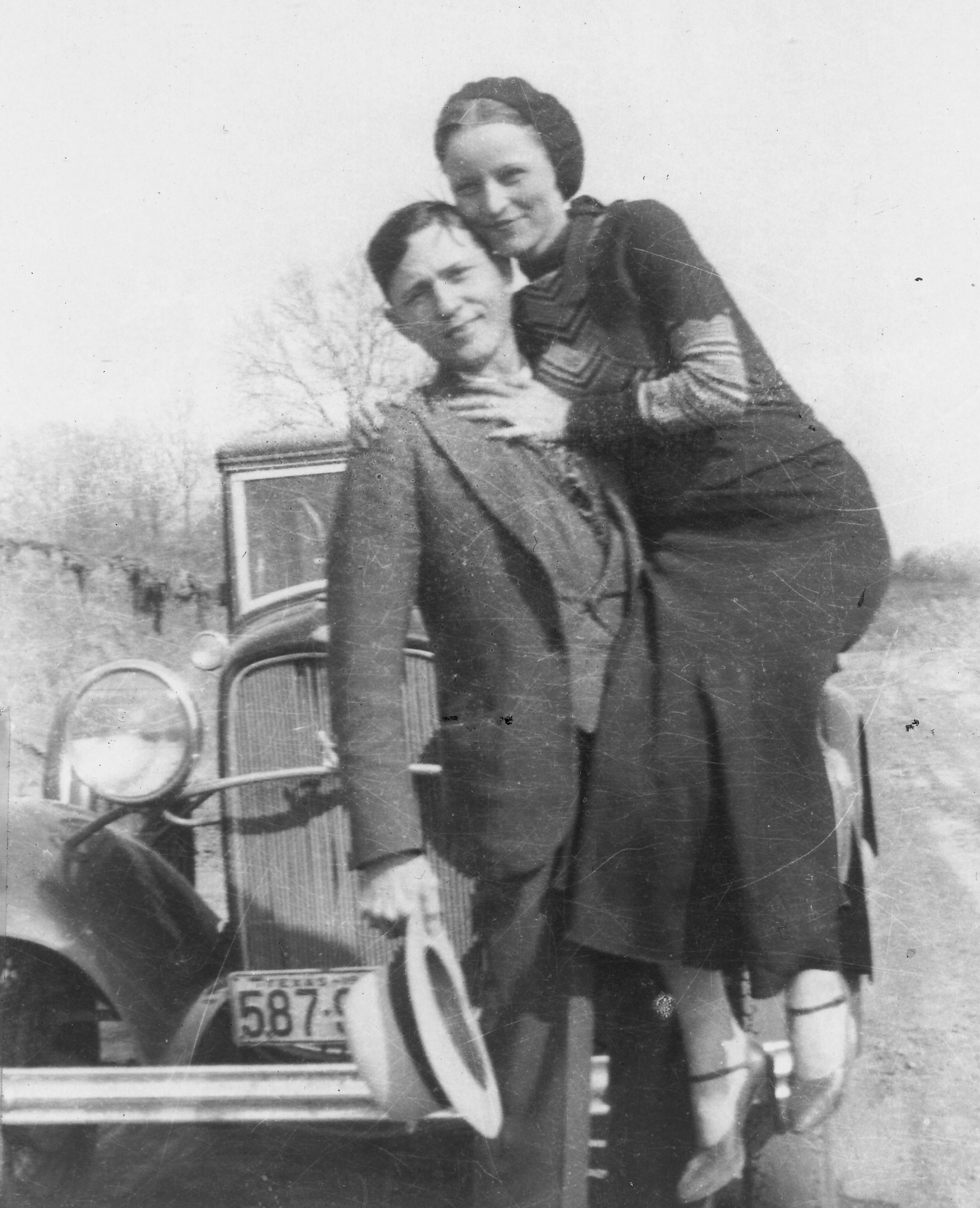
«Getaway Car» содержит отсылки к криминальной паре Бонни и Клайд

Песня была выпущена в качестве сингла с шестого студийного альбома Reputation исключительно для Австралии и Новой Зеландии. Релиз был 31 августа 2018 года на лейбле Big Machine Records.
«Getaway Car» была названа любимой среди поклонников Свифт (фан-фаворитом).

## Композиция
Свифт написала песню «Getaway Car» в соавторстве со своим продюсером Джеком Антоноффом.
«Getaway Car» — песня в стиле синти-поп, которая, по мнению критиков, в том числе Роба Шеффилда из Rolling Stone, напомнила о создании студийного альбома Свифт 2014 года 1989.
В первом куплете она признается: «Узы были черными, ложь была белой / В оттенках серого при свете свечей / Я хотела уйти от него, мне нужна была причина». Композиция нарастает к припеву, в котором Свифт размышляет о своем предательстве: «Надо было знать, что я уйду первой / Подумай о месте, где ты впервые встретил меня / Ничто хорошее не начинается в машине для побега». Фраза «Он бежал за нами / Я кричала „Давай, давай, давай!“. / Но когда нас трое, милый, это побочное шоу», подразумевает любовный треугольник, возникший из-за романов Свифт. Свифт вспоминает, что они были «реактивной парой, Бонни и Клайд», пока она не бросила его ради нового мужчины, ссылаясь на преступную пару Бонни и Клайд. Она размышляет о том, как внезапно бросила своего возлюбленного: «Я в машине для побега / Я оставила тебя в баре мотеля / Положила деньги в сумку и украла ключи / Это был последний раз, когда ты меня видел». Аппи Чаттерджи из австралийского журнала The Music также отметил отсылки песни к композиции рок-группы Bon Jovi «You Give Love a Bad Name» (1986). Ханна Майлреа из NME также заметила отсылки к писателю Чарльзу Диккенсу и эпическому военному фильму «Большой побег» (1963).

## Отзывы
«Gorgeous» получила положительные отзывы музыкальной критики и интернет-изданий.
Зак Шонфельд из Newsweek назвал эту песню «превосходной, сияющей песней» и заявил, что её хук «массивен как с точки зрения запоминаемости, так и энергии».
В обзоре альбома Reputation Луи Брутон из The Irish Times похвалил «Getaway Car» за демонстрацию «умного и проницательного текста песен, раскрывающего нежность и красоту в мельчайших деталях».
Джефф Нельсон из Consequence of Sound не был впечатлён продюсированием альбома, но счёл «Getaway Car» одним из его самых сильных моментов, написав: «Песня поражает, но не наказывает».
Элеонора Грэм из The Line of Best Fit, Сара Мерфи из Exclaim! и Джон Мерфи из musicOMH также оценили этот трек как один из самых сильных моментов Reputation, подчеркнув интригующий текст песни.
Спенсер Корнхарбер из The Atlantic описал «Getaway Car» как спасителя альбома Reputation «спаситель: единственную верная мелодия, чтобы напевать с туманными глазами после фильмов». Стивен Томас Эрлевайн из AllMusic дал высшую оценку песни в рамках «одноцветного продакшена» альбома Reputation за сочетание «уязвимости, мелодичности и уверенности, которые глубоко прочувствованы и сложны», что свидетельствует о зрелости Свифт как певицы и автора песен. Ретроспективно Роб Шеффилд из Rolling Stone сравнил текст песни Свифт «Getaway Car» с Полом Маккартни из-за того, что «она переборщила со своим последним энтузиазмом и начинает называть это своим личным открытием», и высоко оценил кинематографическое качество текстов.

## Концертные исполнения
Песня «Getaway Car» была включена в обычный сет-лист Reputation Stadium Tour.
Свифт впервые исполнила песню вместе с Антоноффом на шоу в Ист-Ратерфорде 26 мая 2023 года в рамках тура Eras Tour. В 2024 году она несколько раз исполнила её в рамках мэшапов с другими своими композициями в рамках тура Eras: первый раз — с «August» (2020) и «The Other Side of the Door» (2010) в Мельбурне 17 февраля, второй — с «The Bolter» (2024) в Эдинбурге 8 июня и 14 июля в Милане вместе с «Out of the Woods». Свифт и Джек Антонофф исполнили песню на концерте 20 августа 2024 года на Уэмбли в Лондоне.

## Чарт
| Чарт (2018)           | Высшая позиция |
| --------------------- | -------------- |
| Австралия (ARIA)      | 33             |
| Новая Зеландия (RMNZ) | 9              |

| Чарт (2024)      | Высшая позиция |
| ---------------- | -------------- |
| Австралия (ARIA) | 96             |

## Сертификации
| Регион                                                                      | Сертификация  | Продажи |
| --------------------------------------------------------------------------- | ------------- | ------- |
| Австралия (ARIA)                                                            | 3× Платиновый | 210 000 |
| Бразилия (ABPD)                                                             | Золотой       | 20 000  |
| Испания (PROMUSICAE)                                                        | Золотой       | 30 000  |
| Великобритания (BPI)                                                        | Золотой       | 400 000 |
| Данные о продажах + прослушиваниях приведены только на основе сертификации. |               |         |